# Waihopai (rivière du Southland)
Pour les articles homonymes, voir Waihopai.
La rivière  Waihopai — la plus au sud des deux rivières du même nom de l’Île du Sud de la Nouvelle-Zélande , s'écoule dans la région du Southland. 

## Situation
C’est un étroit cours d’eau  sur plus de 40 kilomètres (24,85484768 mi) de long, qui a sa source à partir de plusieurs torrents provenant d’un pays de collines basses situé entre les villes Edendale et celle de Dacre, tout en s’écoulant dans une direction générale ouest-sud-ouest, passant tout près du centre de la ville de Woodlands. 
Ces cours d’eau fusionnent graduellement, devenant une rivière à environ 15 kilomètres (9 mi) à l’est de la cité d’Invercargill. 
La rivière Waihopai se dirige vers l’ouest à partir de ce point, passant à travers les banlieues nord de la cité d’Invercargill et ensuite tournant au sud , circulant entre la zone construite de la ville d’Invercargill et l’ Aéroport d’Invercargill (en) avant de se déverser dans l’extrémité nord du New River Estuary , qui n’est autre que l’embouchure du fleuve Oreti au niveau de Stead Street Bridge.

## Toponymie
La rivière tire son nom du terme Maori pour dénommer la ville d’Invercargill, Waihōpai.